# Temporada 1942 de las Grandes Ligas de Béisbol
La Temporada 1942 de las Grandes Ligas de Béisbol fue disputada de abril a octubre, con 8 equipos tanto en la Liga Americana como en la Liga Nacional con cada equipo jugando un calendario de 154 partidos. 
La temporada finalizó cuando St. Louis Cardinals derrotaron en la Serie Mundial a New York Yankees en cinco juegos, ganando así su cuarto título.

## Premios y honores
- MVP
  - Joe Gordon, New York Yankees (AL)
  - Mort Cooper, St. Louis Cardinals (NL)

## Temporada Regular
| Liga Americana         | Liga Americana | Liga Americana | Liga Americana | Liga Americana | Liga Americana | Liga Americana |
| Equipo                 | V              | D              | CTE            | JD             | LOCAL          | VISITA         |
| ---------------------- | -------------- | -------------- | -------------- | -------------- | -------------- | -------------- |
| New York Yankees       | 103            | 51             | .669           | -              | 58-19          | 45-32          |
| Boston Red Sox         | 93             | 59             | .612           | 9              | 53-24          | 40-35          |
| St. Louis Browns       | 82             | 69             | .543           | 19½            | 40-37          | 42-32          |
| Cleveland Indians      | 75             | 79             | .487           | 28             | 39-39          | 36-40          |
| Detroit Tigers         | 73             | 81             | .474           | 30             | 43-34          | 30-47          |
| Chicago White Sox      | 66             | 82             | .446           | 34             | 35-35          | 31-47          |
| Washington Senators    | 62             | 89             | .411           | 39½            | 35-42          | 27-47          |
| Philadelphia Athletics | 55             | 99             | .357           | 48             | 25-51          | 30-48          |

| Liga Nacional         | Liga Nacional | Liga Nacional | Liga Nacional | Liga Nacional | Liga Nacional | Liga Nacional | Liga Nacional |
| Equipo                | V             | D             | CTE           | JD            | LOCAL         | VISITA        |               |
| --------------------- | ------------- | ------------- | ------------- | ------------- | ------------- | ------------- | ------------- |
| St. Louis Cardinals   | 106           | 48            | .688          | -             | 60-17         | 46-31         |               |
| Brooklyn Dodgers      | 104           | 50            | .675          | 2             | 57-22         | 47-28         |               |
| New York Giants       | 85            | 67            | .559          | 20            | 47-31         | 38-36         |               |
| Cincinnati Reds       | 76            | 76            | .500          | 29            | 38-39         | 38-37         |               |
| Pittsburgh Pirates    | 66            | 81            | .449          | 36½           | 41-34         | 25-47         |               |
| Chicago Cubs          | 68            | 86            | .442          | 38            | 36-41         | 32-45         |               |
| Boston Braves         | 59            | 89            | .399          | 44            | 33-36         | 26-53         |               |
| Philadelphia Phillies | 42            | 109           | .278          | 62½           | 23-51         | 19-58         |               |

## Postemporada
NL St. Louis Cardinals (4) vs. AL New York Yankees (1)
|                                          |
| Campeón St Louis Cardinals Cuarto Título |

## Líderes de la liga

### Liga Americana
Líderes de Bateo 
| Categoría           | Jugador      | Equipo | Marca |
| ------------------- | ------------ | ------ | ----- |
| Porcentaje de bateo | Ted Williams | BOS    | .356  |
| Cuadrangulares      | Ted Williams | BOS    | 36    |
| Carreras Impulsadas | Ted Williams | BOS    | 137   |
| Carreras Anotadas   | Ted Williams | BOS    | 141   |
| Hits                | Johnny Pesky | BOS    | 205   |
| Robo de Bases       | George Case  | WSH    | 44    |

Líderes de Pitcheo 
| Categoría         | Jugador                 | Equipo  | Marca |
| ----------------- | ----------------------- | ------- | ----- |
| Victorias         | Tex Hughson             | BOS     | 22    |
| Derrotas          | Eddie Smith             | CHW     | 20    |
| ERA               | Ted Lyons               | CHW     | 2.10  |
| Ponches           | Bobo Newsom Tex Hughson | WSH BOS | 113   |
| Entradas Lanzadas | Tex Hughson             | BOS     | 281   |
| Juegos salvados   | Johnny Murphy           | NYY     | 11    |

### Liga Nacional
Líderes de Bateo 
| Categoría           | Jugador        | Equipo | Marca |
| ------------------- | -------------- | ------ | ----- |
| Porcentaje de bateo | Ernie Lombardi | BSN    | .330  |
| Cuadrangulares      | Mel Ott        | NYG    | 30    |
| Carreras Impulsadas | Johnny Mize    | NYG    | 110   |
| Carreras Anotadas   | Mel Ott        | NYG    | 118   |
| Hits                | Enos Slaughter | STL    | 188   |
| Robo de Bases       | Pete Reiser    | BRO    | 20    |

Líderes de Pitcheo 
| Categoría         | Jugador            | Equipo | Marca |
| ----------------- | ------------------ | ------ | ----- |
| Victorias         | Mort Cooper        | STL    | 22    |
| Derrotas          | Jim Tobin          | BSN    | 21    |
| ERA               | Mort Cooper        | STL    | 1.78  |
| Ponches           | Johnny Vander Meer | CIN    | 186   |
| Entradas Lanzadas | Jim Tobin          | BSN    | 287.2 |
| Juegos salvados   | Hugh Casey         | BRO    | 13    |